# Passy-sur-Marne
Passy-sur-Marne és un municipi francès situat al departament de l'Aisne i a la regió dels Alts de França. L'any 2007 tenia 154 habitants.

## Demografia

### Població
El 2007 la població de fet de Passy-sur-Marne era de 154 persones. Hi havia 66 famílies de les quals 22 eren unipersonals (9 homes vivint sols i 13 dones vivint soles), 22 parelles sense fills i 22 parelles amb fills.
La població ha evolucionat segons el següent gràfic:
Habitants censats

### Habitatges
El 2007 hi havia 77 habitatges, 63 eren l'habitatge principal de la família, 9 eren segones residències i 4 estaven desocupats. 70 eren cases i 4 eren apartaments. Dels 63 habitatges principals, 48 estaven ocupats pels seus propietaris, 13 estaven llogats i ocupats pels llogaters i 2 estaven cedits a títol gratuït; 2 tenien dues cambres, 11 en tenien tres, 13 en tenien quatre i 37 en tenien cinc o més. 48 habitatges disposaven pel capbaix d'una plaça de pàrquing. A 29 habitatges hi havia un automòbil i a 26 n'hi havia dos o més.

### Piràmide de població
La piràmide de població per edats i sexe el 2009 era:
| Homes | Edats   | Dones |
| ----- | ------- | ----- |
| 0     | 95 o +  | 0     |
| 0     | 90 a 94 | 0     |
| 4     | 85 a 89 | 0     |
| 0     | 80 a 84 | 4     |
| 0     | 75 a 79 | 4     |
| 0     | 70 a 74 | 4     |
| 8     | 65 a 69 | 0     |
| 0     | 60 a 64 | 4     |
| 0     | 55 a 59 | 0     |
| 4     | 50 a 54 | 0     |
| 0     | 45 a 49 | 4     |
| 8     | 40 a 44 | 12    |
| 4     | 35 a 39 | 4     |
| 0     | 30 a 34 | 0     |
| 4     | 25 a 29 | 4     |
| 8     | 20 a 24 | 4     |
| 4     | 15 a 19 | 4     |
| 12    | 10 a 14 | 8     |
| 0     | 5 a 9   | 4     |
| 0     | 0 a 4   | 0     |

## Economia
El 2007 la població en edat de treballar era de 97 persones, 78 eren actives i 19 eren inactives. Les 78 persones actives estaven ocupades(42 homes i 36 dones).. De les 19 persones inactives 4 estaven jubilades, 13 estaven estudiant i 2 estaven classificades com a «altres inactius».

### Ingressos
El 2009 a Passy-sur-Marne hi havia 60 unitats fiscals que integraven 143 persones, la mediana anual d'ingressos fiscals per persona era de 24.180 €.

### Activitats econòmiques
Dels 6 establiments que hi havia el 2007, 1 era d'una empresa alimentària, 3 d'empreses de construcció, 1 d'una empresa d'hostatgeria i restauració i 1 d'una empresa immobiliària.
Dels 3 establiments de servei als particulars que hi havia el 2009, 2 eren paletes i 1 fusteria.
L'any 2000 a Passy-sur-Marne hi havia 25 explotacions agrícoles que ocupaven un total de 100 hectàrees.

## Equipaments sanitaris i escolars
El 2009 hi havia una escola elemental integrada dins d'un grup escolar amb les comunes properes formant una escola dispersa.

## Poblacions més properes
El següent diagrama mostra les poblacions més properes.